# Antti Ahlström

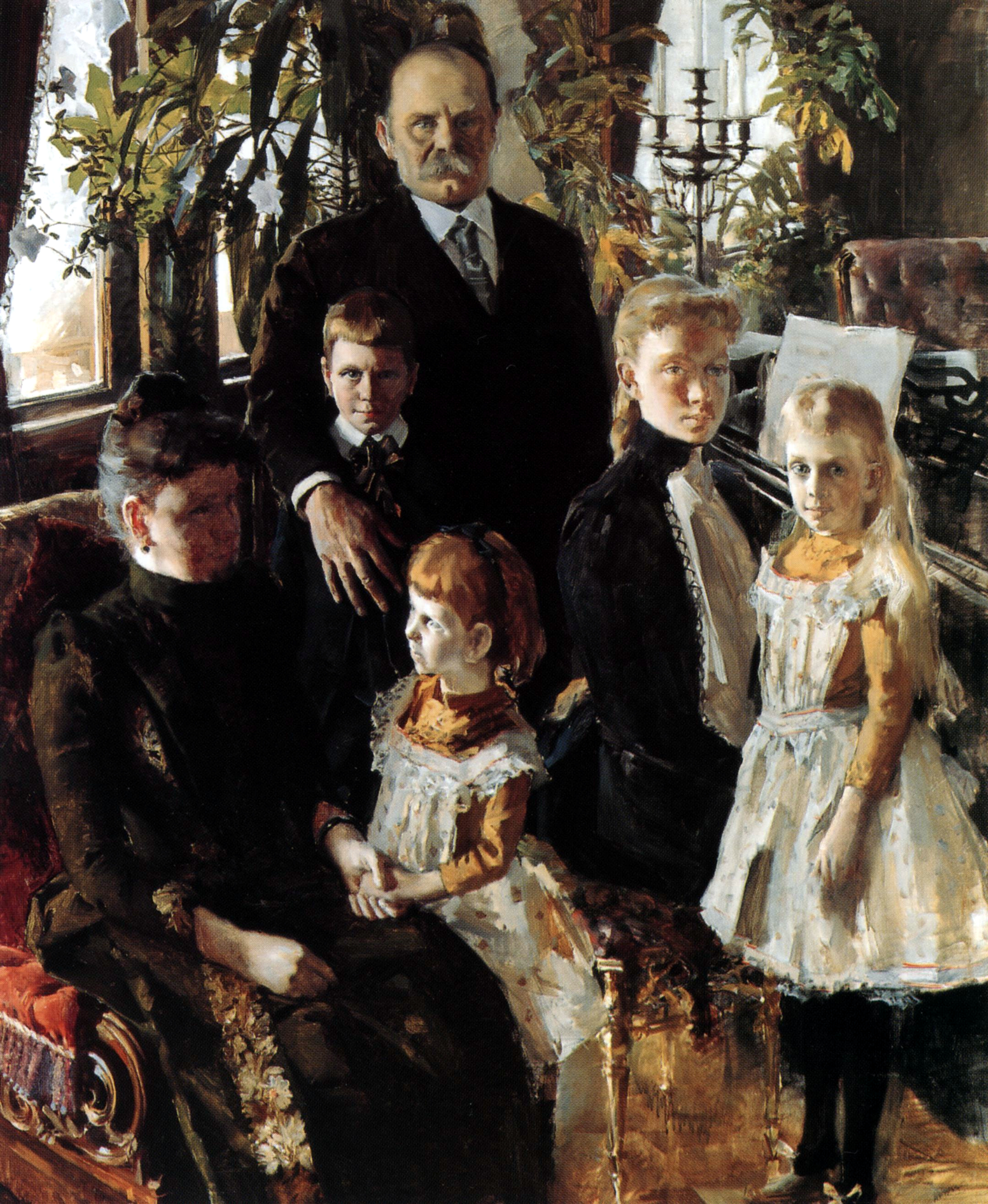
Antti Ahlström med fru Eva och barn, 1890, målade av Akseli Gallen-Kallela

Anders (Antti) Ahlström, född 7 november 1827 i Sastmola, död 10 maj 1896 i Helsingfors, var en finländsk industriman, mest känd som grundare av A. Ahlström Oy. 

## Biografi

### Uppväxt
Antti Ahlström var son till hemmansägaren Erkki Ahlström och Anna Norrgård i Sastmola kyrkby i norra Satakunda. Familjen Ahlström var tvåspråkig. Ahlström var det sjätte av nio barn och fick några års skolgång vid elementarskolan i Björneborg. Efter att ha tvingats gå om klassen hösten 1847 lämnade han skolan. Familjens jordbruk kompletterades med en småskalig vattenkvarn och ett litet lumppappersbruk samt delägarskap i en husbehovssåg i Långfors by. Antti Ahlström satsade också på rederirörelse med fartyg i internationell fraktfart året runt.

### Karriär
En avgörande händelse i Ahlströms karriär var köpet av Norrmarks bruk (privilegierat 1806) hösten 1870. Förvärvet skedde vid en exekutiv auktion efter Karl Johan Lönegren, som efter mitten av 1800-talet byggt upp ett omfattande industri- och jordbruksimperium i Satakunda, vilket som mest sysselsatte mer än 3 000 arbetare jämte familjemedlemmar. Till det lönegrenska industri- och egendomskomplexet hörde utom Norrmark också Fredriksfors, Fredriksberg samt andelar i Björneborgs Mekaniska Verkstad och Björneborgs bayerska ölbryggeri. Genom Norrmarksaffären, som vann laga kraft 1873, blev Antti Ahlström i främsta rummet industriman. 
Antti Ahlström blev en viktig sysselsättare i sitt hemlandskap Satakunda. Senare ägde han flera järnbruk och sågverk i flera orter. Han blev även en betydande kulturmecenat.
Antti Ahlström blev slutligen kommerseråd. När Ahlström avled i lunginflammation lämnade han enligt bouppteckningen efter sig en förmögenhet om 4,6 miljoner guldmark. I verkligheten var den åtskilligt större enligt firman A. Ahlströms huvudbok för 1896 jämte bouppteckningens uppgifter om privatförmögenheten 11,4 miljoner. Den enda person i Finland som i rikedom kunde tävla med Ahlström var skeppsredaren Otto Malm i Jakobstad, vars bouppteckning ett par år senare upptog en förmögenhet om 10,8 miljoner.

### Privatliv
I december 1850 gifte Antti Ahlström sig med den förmögna änkan Greta Liljeblad, född Johansdotter, på Isotalo hemman i Långfors by i östra Sastmola. Paret fick fyra barn; därtill kom hustruns fem barn i tidigare äktenskap.
Efter att hustrun avlidit 1870 gifte han om sig med köpmannadottern Eva Holmström från Kristinestad 1871.
I äktenskapet föddes flera barn, bland vilka märks Walter Ahlström.